# Klein Ammensleben

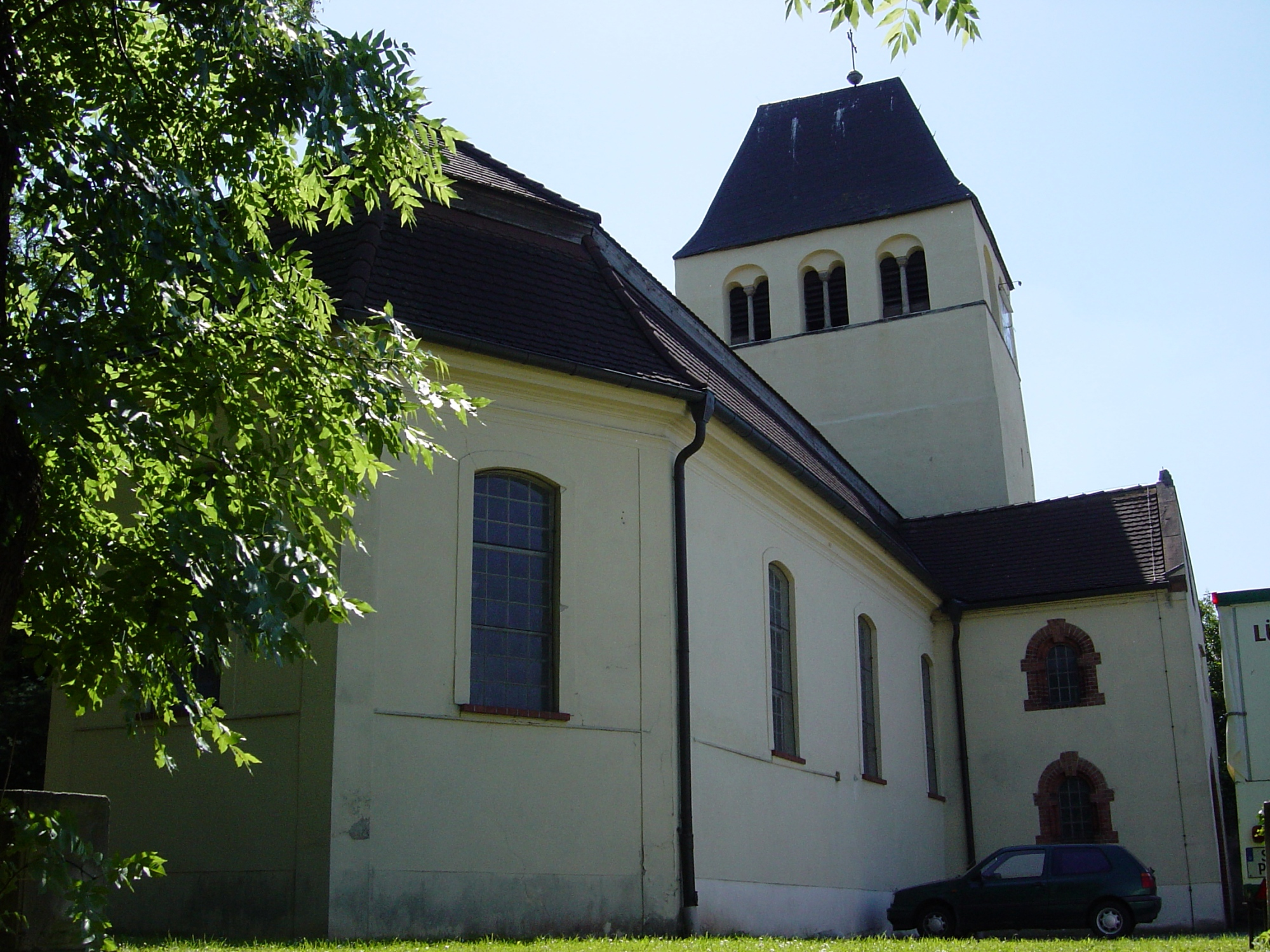
Evangelische Kirche in Klein Ammensleben

Klein Ammensleben ist ein Ortsteil der Einheitsgemeinde Niedere Börde im Landkreis Börde in Sachsen-Anhalt.

## Geografie
Klein Ammensleben liegt etwa 15 km nordwestlich von Magdeburg und 15 km südöstlich von Haldensleben in der Nähe des Mittellandkanals.

## Geschichte
Die erste urkundliche Erwähnung datiert aus dem Jahr 1303 (Lütken-Amesleve). Da Groß Ammensleben jedoch bereits 965 als Nordammensleben (Nordammuneslevu) erwähnt wurde, ist die Annahme naheliegend, dass auch Klein Ammensleben als südliches Ammensleben bereits um diese Zeit bestand.
Seit dem 1. Januar 2004 gehört Klein Ammensleben zur neu gebildeten Gemeinde Niedere Börde.

## Politik

### Wappen
Das Wappen wurde am 7. Januar 1997 durch das Regierungspräsidium Magdeburg genehmigt.
Blasonierung: „Geteilt von Gold über Grün; darin in verwechselten Farben oben zwei gebogene, verschränkte Pappelzweige, unten eine aus dem Mund eines Frauenkopfes sprudelnde, sich im Schildfuß ringförmig ausbreitende Quelle.“
Die Gemeindefarben sind Gold (Gelb) - Grün.
Die Gemeinde Klein Ammensleben liegt an einem ausgiebigen Quellengebiet, verbunden mit dem "Kreuzhoch" und dem "Teufelshoch" als ein besonders landschaftliches Flächendenkmal. Darüber hinaus stehen zahlreiche Pappelbäume in der Gemeinde, die Zweige und die Quelle sollen die vorhandenen reichen Naturschönheiten der Region symbolisieren.

## Regelmäßige Veranstaltungen
In Klein Ammensleben findet seit 1985 jedes Jahr am ersten Oktoberwochenende das Klein Ammensleber Lodenmantelrennen statt.

## Persönlichkeiten
- Der deutsche Theologe und Dramatiker Ambrosius Pape war von 1577 bis 1608 Pfarrer in Klein Ammensleben.
- Franz Busch war ab 1918 Müller in und 1928 bis 1933 und wieder ab 1945 Bürgermeister von Klein Ammensleben.
- Der Althistoriker Eckart Frey (1949–2024) wurde in Klein Ammensleben geboren.